# La Palmita (paroisse civile)
Pour les articles homonymes, voir Palmita.
La Palmita est l'une des deux paroisses civiles de la municipalité de Panamericano dans l'État de Táchira au Venezuela. Sa capitale est La Palmita.